# Hessenaue
Hessenaue is een plaats in de Duitse gemeente Trebur, deelstaat Hessen, en telt 370 inwoners (2004).